# Graphogaster buccata
Graphogaster buccata är en tvåvingeart som beskrevs av Herting 1971. Graphogaster buccata ingår i släktet Graphogaster och familjen parasitflugor. Arten har ej påträffats i Sverige. Inga underarter finns listade i Catalogue of Life.